# Коїшкув
Коїшкув (пол. Koiszków) — село в Польщі, у гміні Легницьке Поле Легницького повіту Нижньосілезького воєводства.
Населення — 117 осіб (2011).
У 1975—1998 роках село належало до Легницького воєводства.

## Демографія
Демографічна структура станом на 31 березня 2011 року:
|          | Загалом | Допрацездатний вік | Працездатний вік | Постпрацездатний вік |
| -------- | ------- | ------------------ | ---------------- | -------------------- |
| Чоловіки | 63      | 11                 | 45               | 7                    |
| Жінки    | 54      | 9                  | 30               | 15                   |
| Разом    | 117     | 20                 | 75               | 22                   |